# 神崎村 (大分県)
神崎村（こうざきむら）は、かつて大分県北海部郡にあった村である。
現在の大分市馬場、木佐上、本神崎、大平、大志生木、小志生木等にあたる。1955年（昭和30年）1月1日に、佐賀関町、一尺屋村と新設合併し、新たな佐賀関町となって消滅した。

## 地理
佐賀関半島の別府湾側の基部に位置しており、日本鉱業佐賀関鉄道の起点が置かれるなど、佐賀関半島への玄関口となっていた。
この村の中心駅であった国鉄日豊本線幸崎駅では、「神」の代わりに「幸」の字が用いられているが、これは佐賀県神埼市の神埼駅（かんざきえき）と区別するためである。また、かつての神崎村の中心地域は、佐賀関町との合併に伴い佐賀関町大字’’’神崎’’’となったが、2005年の大分市への編入にあたり、大分市大字本神崎に改称した。これは、旧大分市西部にある大分市大字神崎（かんざき）と区別するためである。

## 歴史
- 1889年（明治22年）4月1日 - 町村制施行に伴い、北海部郡に神馬木村、大志生木村が成立する。このうち、神馬木村（こうめきむら）は、同村を構成する神崎、馬場、木佐上の頭文字を取った合成地名であった。
- 1907年（明治40年）7月1日 - 神馬木村、大志生木村が合併し、神崎村が発足。
- 1955年（昭和30年）1月1日 - 佐賀関町、神崎村、一尺屋村が新設合併し、新たな佐賀関町が発足。神崎村が廃止。
- 2005年（平成17年）1月1日 - 佐賀関町が野津原町とともに大分市に編入される。

## 交通

### 鉄道
- 日本国有鉄道（国鉄）
  - 日豊本線：幸崎駅
- 日本鉱業佐賀関鉄道
  - 日鉱幸崎駅 - 日鉱本幸崎駅 - 日鉱大平駅 - 日鉱大志生木駅 - 日鉱小志生木駅 - 日鉱辛幸駅